# Lily in Winter
Lily in Winter es una película de televisión estadounidense de 1994 dirigida por Delbert Mann. Fue protagonizada por Natalie Cole, Brian Bonsall, Marla Gibbs, Cecil Hoffman, Dwier Brown, Montae Russell, Rae'Ven Larrymore Kelly y Salli Richardson-Whitfield. La película se estrenó el 8 de diciembre de 1994.  

## Sinopsis
La película consiste en un drama navideño que se lleva a cabo en Alabama en 1957 y se centra en la relación entre un niño blanco solitario llamado Michael Towler (Brian Bonsall) y su nana negra, Lily (Natalie Cole). Cuando regresa al Southwest con su familia para Navidad, su joven carga la sigue, con la creación de todo tipo de complicaciones.

## Reparto
- Natalie Cole - Lily Covington
- Brian Bonsall - Michael Towler
- Marla Gibbs - Maize Covington
- Cecil Hoffman - Donna Towler
- Dwier Brown - Jim Towler
- Montae Russell - Booker Covington
- Rae'Ven Larrymore Kelly - Louetta Covington
- Salli Richardson-Whitfield - Ada Covington

## Premios y nominaciones
| Año  | Premio                | Categoría                                                    | Receptor                | Resultado |
| ---- | --------------------- | ------------------------------------------------------------ | ----------------------- | --------- |
| 1995 | Premios Artista Joven | Mejor actriz joven en una miniserie o especial de televisión | Rae'Ven Larrymore Kelly | Ganadora  |